# Rapture (album d'Anita Baker)
Pour les articles homonymes, voir Rapture.
Albums de Anita Baker
The Songstress
(1983) Giving You The Best That I Got
(1988)
Rapture est le second album studio de la chanteuse américaine Anita Baker, sorti le 20 mars 1986 sur le label Elektra Records. Il devint rapidement un énorme succès, se vendant à plus de 10 millions pour les seuls États-Unis. Baker reçoit également pour Rapture le Grammy Award de la meilleure chanteuse R&B.
La première chanson de cet album, "Sweet Love", atteignit le Top 10 du magazine Billboard en plus de remporter un Grammy.
En 1989, Rapture fut classé à 36e meilleur album par Billboard dans son classement Liste des 100 meilleurs albums des années 80.[réf. nécessaire] L'album est cité dans l'ouvrage de référence de Robert Dimery « 1001 albums qu'il faut avoir écoutés dans sa vie ».

## Liste des titres
1. "Sweet Love" (Anita Baker, Louis A. Johnson, Gary Bias) – 4:26
2. "You Bring Me Joy" (David Lasley) – 4:24
3. "Caught up in the Rapture" (Gary Clenn, Dianne Quander) – 5:07
4. "Been So Long" (Baker) – 5:07
5. "Mystery" (Rod Temperton) – 4:56
6. "No One in the World" (Ken Hirsch, Marti Sharron) – 4:10 *
7. "Same Ole Love" (Marilyn Mcleod, Darryl K. Roberts) – 4:05
8. "Watch Your Step" (Baker) – 4:54

*Produit par Marti Sharron et Gary Skardina

## Personnel
- Batterie, Percussions: Lorenzo Brown, Ricky Lawson, Arthur Marbury, John Robinson, Lawrence Fratangelo
- Guitare basse: Jimmy Haslip, Neil Stubenhaus, David B. Washington, Freddie Washington
- Guitare: Donald Griffin, Paul Jackson Jr., Greg Moore, Dean Parks, Michael J. Powell
- Synthétiseur, claviers, Piano: Paul Chiten, Vernon D. Fails, Sir Gant, Greg Phillinganes
- Saxophone: Don Myrick
- Arrangements par Sir Gant
- Produit par Michael J. Powell, Marti Sharron & Gary Skardina
- Ingénierie et mixage du son par Michael J. Powell, Fred Law, Barney Perkins, Tony Ray, Keith Seppanen & Gary Skardina

## Récompenses
Grammy Awards
| Année | Vainqueur    | Catégorie                                  |
| ----- | ------------ | ------------------------------------------ |
| 1987  | Rapture      | Grammy Award de la meilleure chanteuse R&B |
| 1987  | "Sweet Love" | Meilleure Chanson R&B                      |

## Classements
Album
| Année | Classement                  | Position |
| ----- | --------------------------- | -------- |
| 1986  | Billboard 200               | 11       |
| 1986  | Top R&B/Hip-Hop Albums      | 2        |
| 1986  | Top Jazz Albums             | 24       |
| 1986  | Top 75 Albums (Royaume-Uni) | 13       |

Singles
| Année | Single                            | Classement                       | Position |
| ----- | --------------------------------- | -------------------------------- | -------- |
| 1986  | "Sweet Love"                      | Billboard Hot 100                | 8        |
| 1986  | "Sweet Love"                      | Hot R&B/Hip-Hop Singles & Tracks | 2        |
| 1986  | "Sweet Love"                      | Hot Adult Contemporary Tracks    | 3        |
| 1986  | "Sweet Love"                      | Top 75 Singles (Royaume-Uni)     | 13       |
| 1986  | "Caught Up In The Rapture"        | Billboard Hot 100                | 37       |
| 1986  | "Caught Up In The Rapture"        | Hot R&B/Hip-Hop Singles & Tracks | 6        |
| 1986  | "Caught Up In The Rapture"        | Hot Adult Contemporary Tracks    | 9        |
| 1986  | "Caught Up In The Rapture"        | Top 75 Singles (Royaume-Uni)     | 51       |
| 1986  | "Watch Your Step"                 | Hot R&B/Hip-Hop Singles & Tracks | 23       |
| 1987  | "Same Ole Love (365 Days A Year)" | Billboard Hot 100                | 44       |
| 1987  | "Same Ole Love (365 Days A Year)" | Hot R&B/Hip-Hop Singles & Tracks | 8        |
| 1987  | "Same Ole Love (365 Days A Year)" | Hot Adult Contemporary Tracks    | 6        |
| 1987  | "Same Ole Love (365 Days A Year)" | Top 75 Singles (Royaume-Uni)     | 100      |
| 1987  | "No One In The World"             | Billboard Hot 100                | 44       |
| 1987  | "No One In The World"             | Hot R&B/Hip-Hop Singles & Tracks | 5        |
| 1987  | "No One In The World"             | Hot Adult Contemporary Tracks    | 9        |